# シビレ山

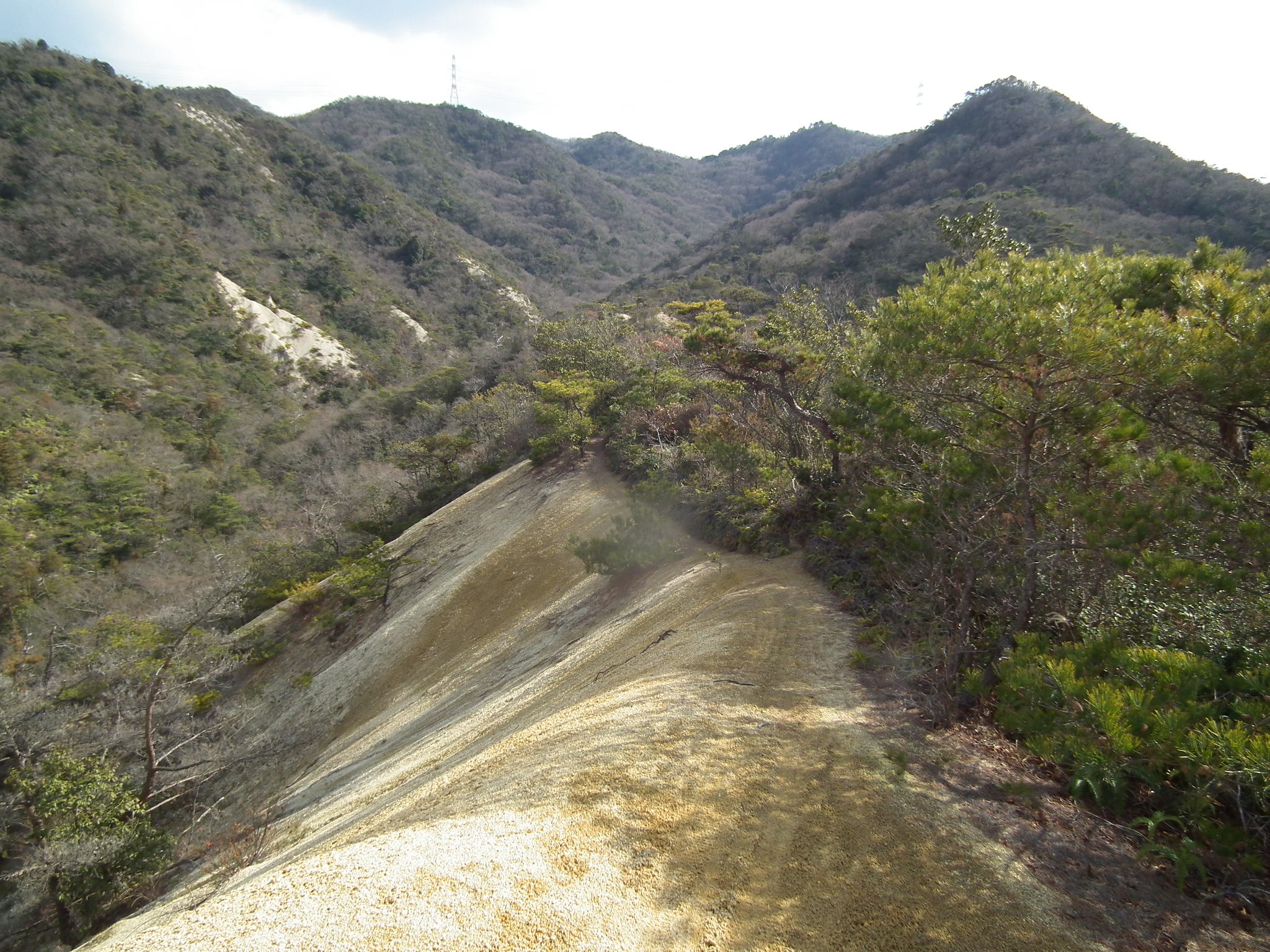
北北西から見るシビレ山

シビレ山(シビレやま）は、兵庫県神戸市北区の丹生山系にある標高465mの山。

## 概要
丹生山系の西端に位置し、丹生山、帝釈山、稚児ケ墓山、花折山、キスラシ山に至るまで縦走路が完備される。また六甲山などに比較し、丹生山系には比較的登山者は少ないが、未開発であるため多くの自然が手つかずに残される。神戸から淡河へ至る国道428号が南北に縦貫しているほか車道がなく、六甲山系のように場荒れせず自然の佇まいが残るため、神戸の秘境とも称される。すぐ近くには名称がよく似たシブレ山が存在する。

## 山名の由来と歴史
決定的な説がないが、有力な説のひとつに、隣にある丹生山で丹生（にゅう）が採れたため、当時修験道の山であった周辺の山にこもった修験者や山伏が、この丹生を用い不老長寿の薬を調合した。しかしながら、水銀が含有されていたため中毒を起こし痺れることがあったのでシビレ山と言われるようになったというものである。修験者や山伏は丹を妙薬として試しながら歩きはじめたものの、シビレ山に至ったあたりで体が痺れはじめたと推測する向きもある。
現在、衝原湖畔の登山口から丹生山への登山ルートの、丹生神社からのメインルートに合流するあたりに古い石垣があり、そこに「史蹟　丹生山城、丹生山明要寺跡」という碑が立てられている。さらにひとつ室町時代の絵図の画像付きの「丹生山明要寺参詣曼陀羅」という案内板があり、歴史が簡単に紹介されている。
それによると、周辺は6世紀に百済から渡来した童男行者が建立した明要寺があった。「丹生」という名の通り、山では丹(硫化水銀)が採集されていた。福原京を作った平清盛が、比叡山になぞらえて堂塔を整備、明要寺を僧兵も抱えるほどの大寺院とするも、戦国の兵火と、さらには明治の廃仏毀釈で廃寺となり、鎮守社であった丹生神社だけが残され、今に至っているという。

## Gallery

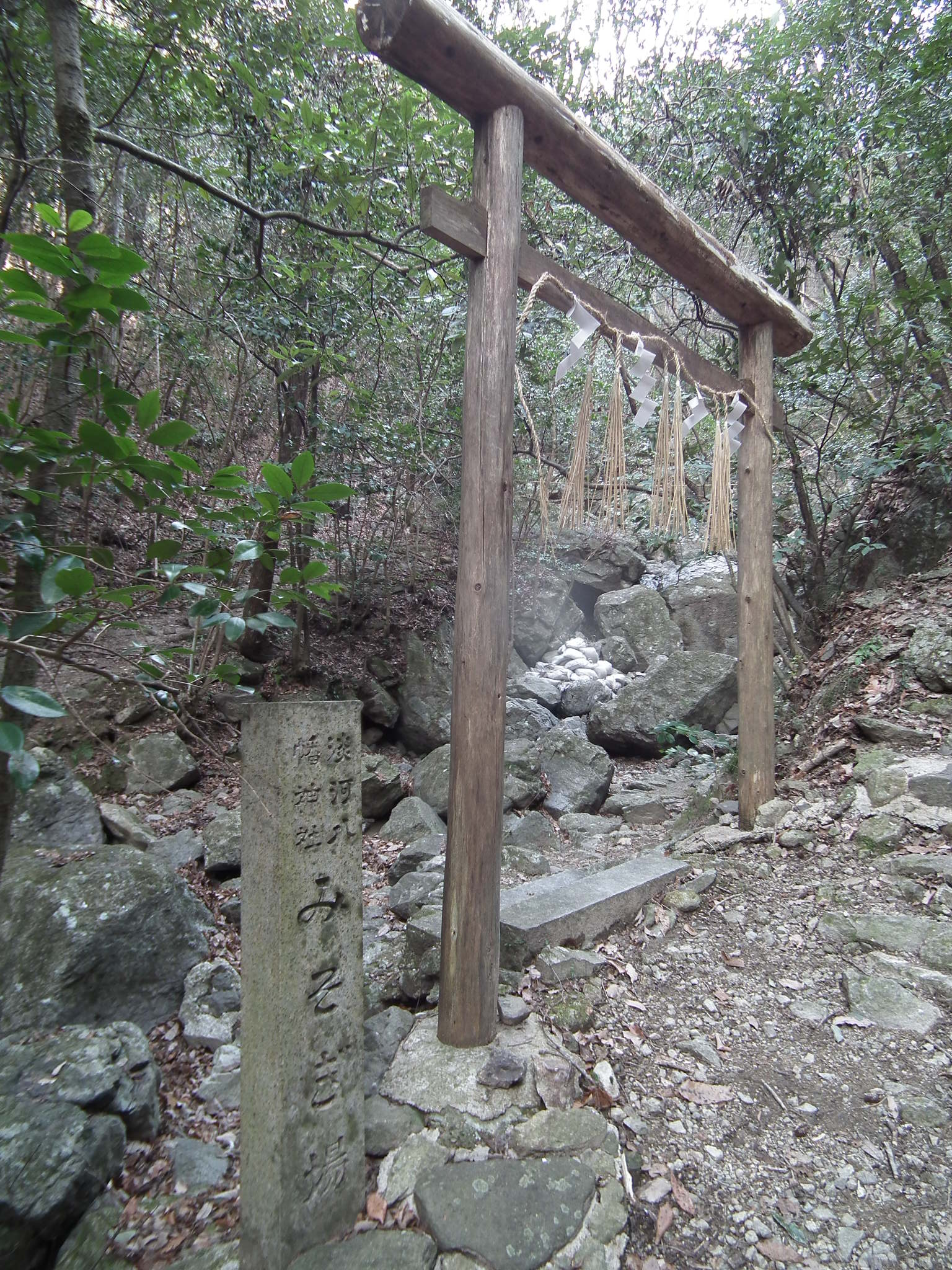
かつて修験道の山であったことを偲ばせるみそぎ場
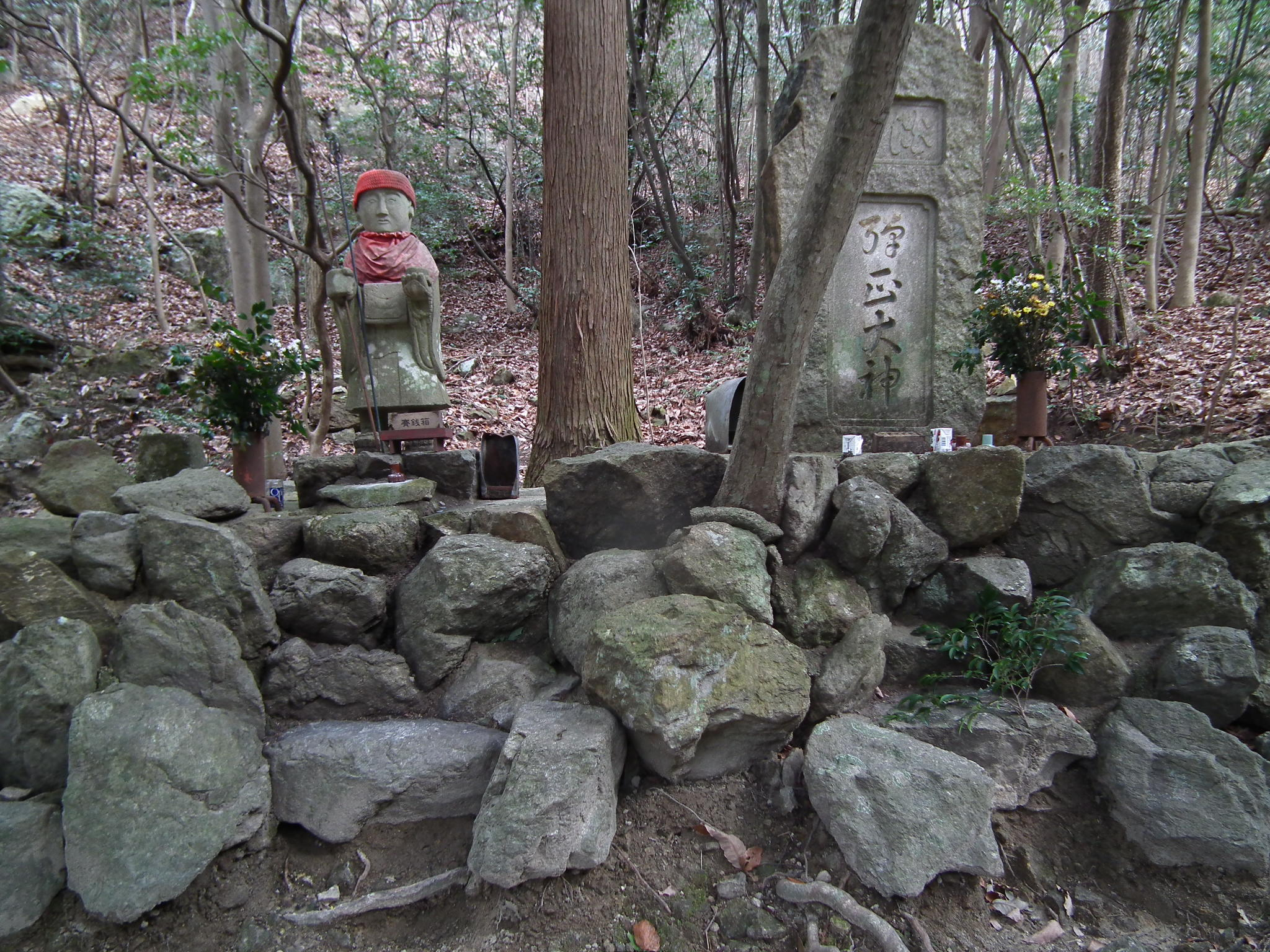
不動滝への参道の石仏と石碑
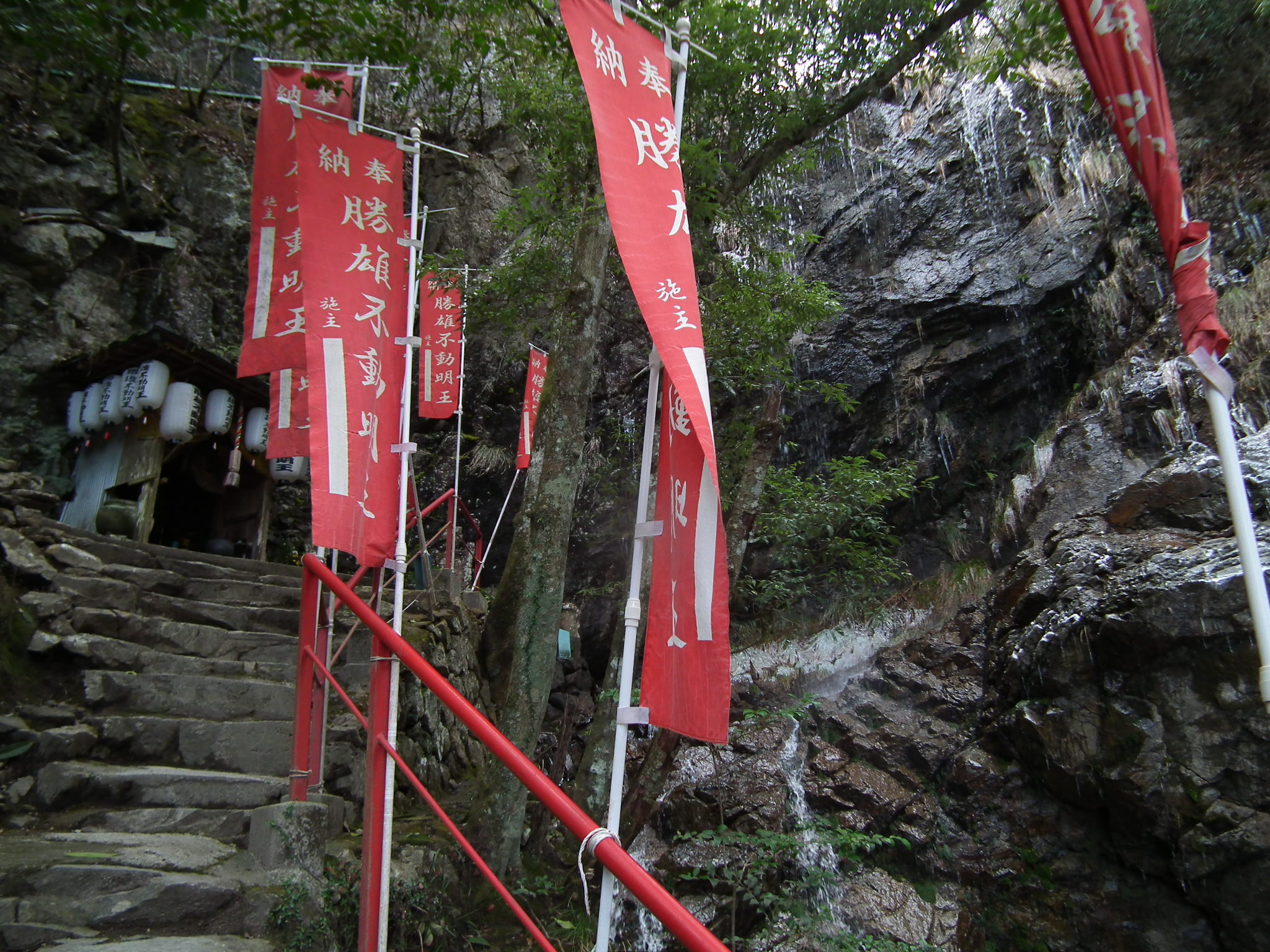
勝尾不動尊と勝尾不動滝
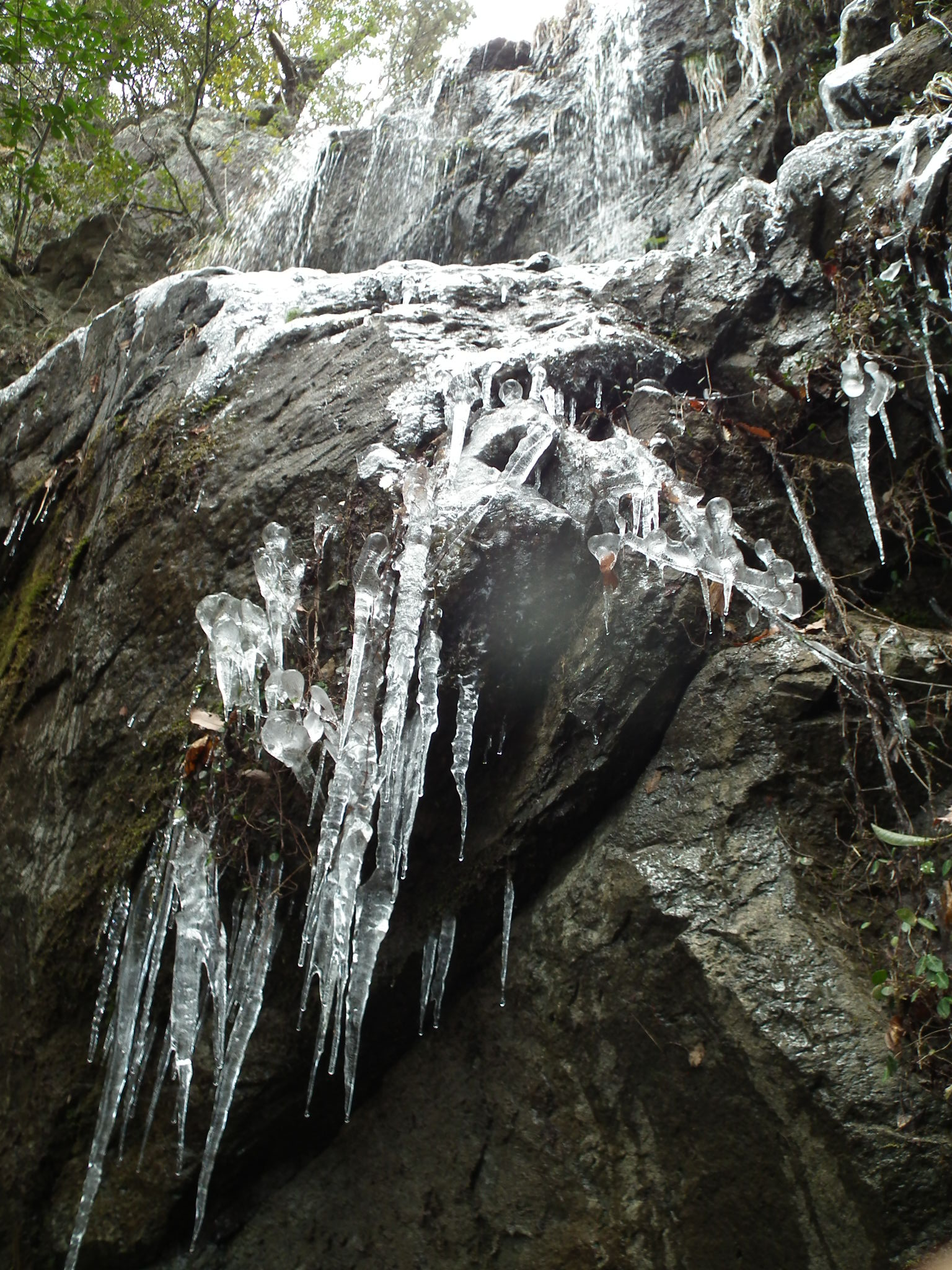
勝尾不動滝
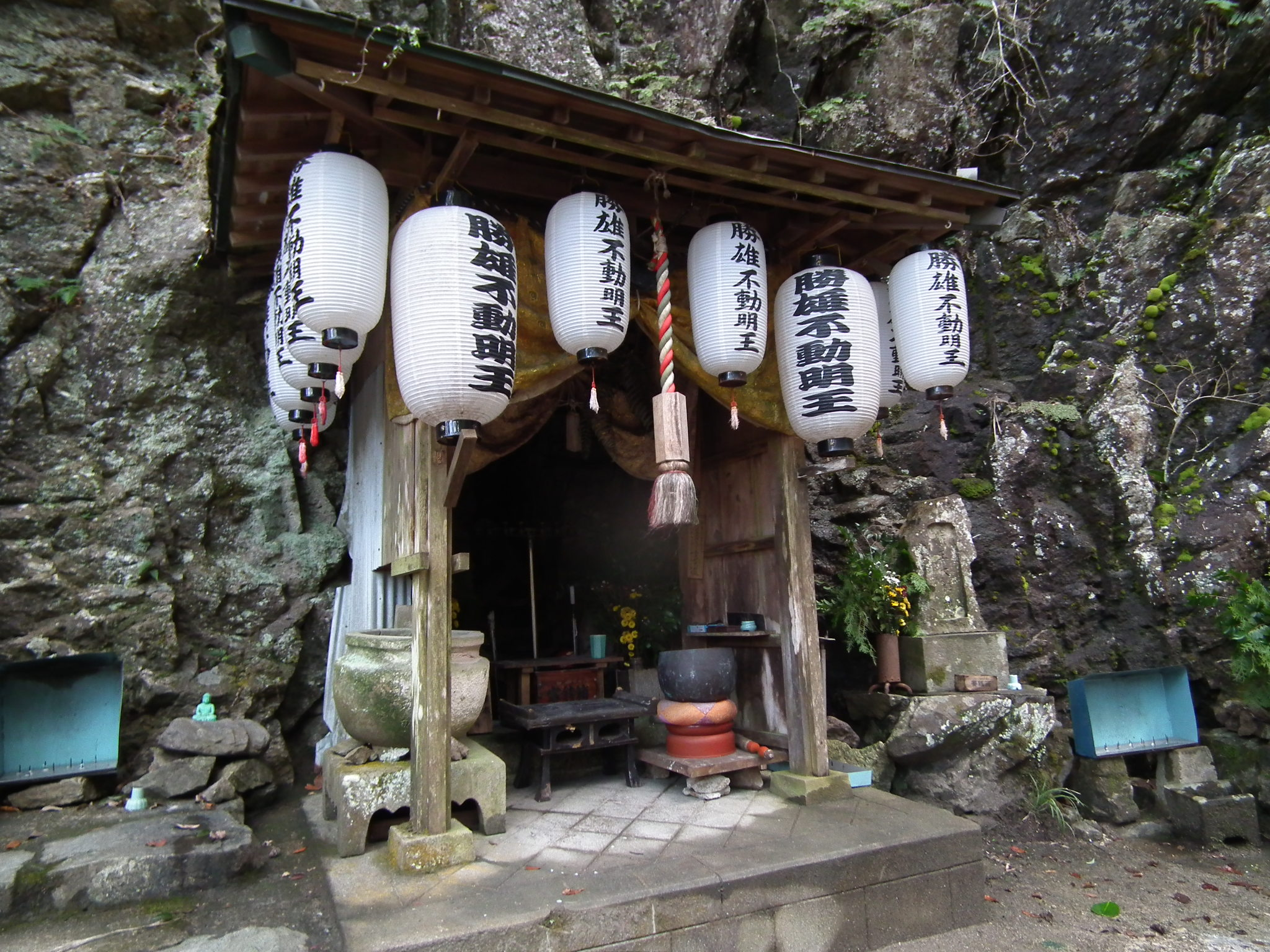
勝尾不動尊
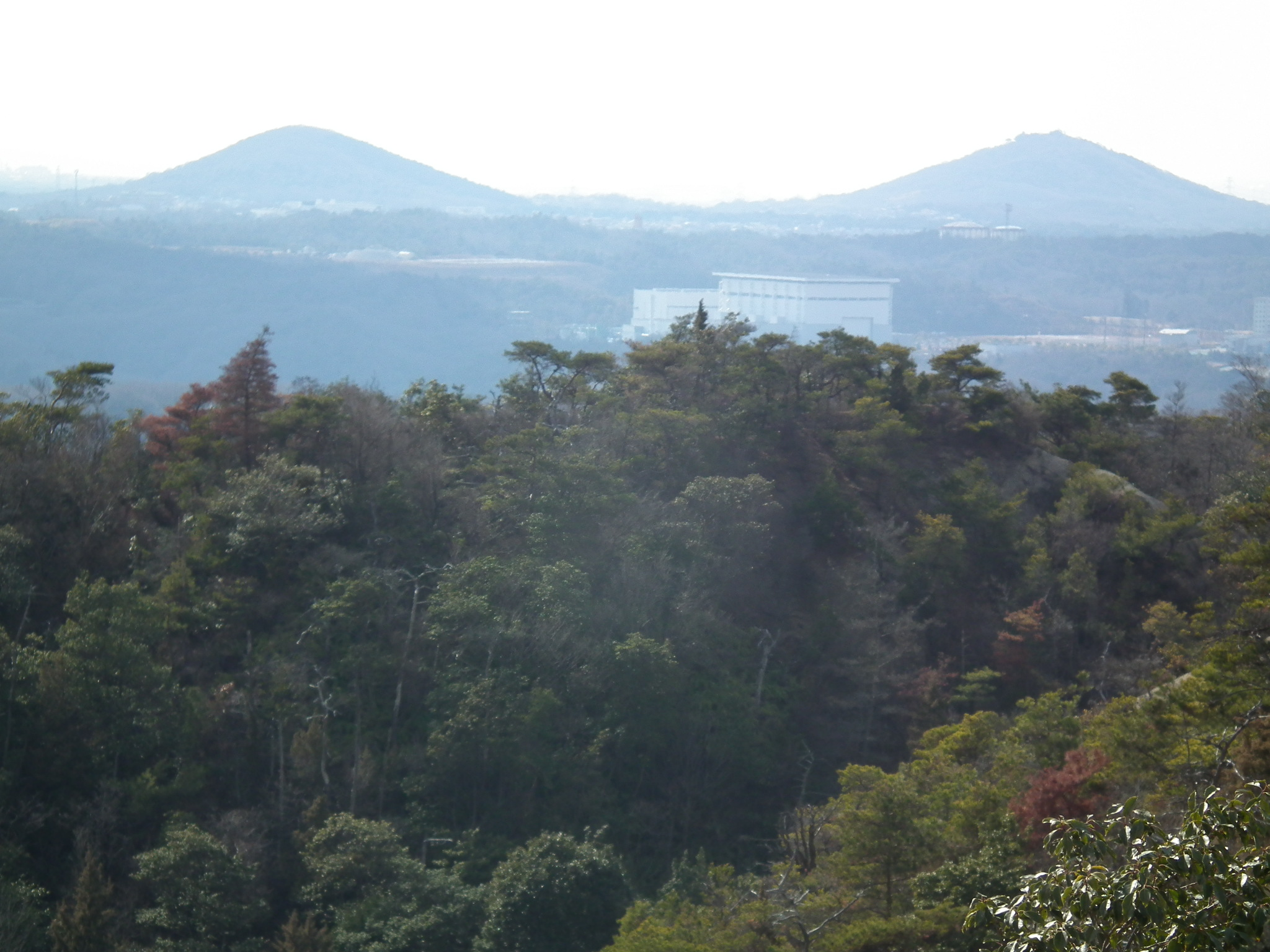
シビレ山山麓から見る三木方面（雌岡山・雄岡山）
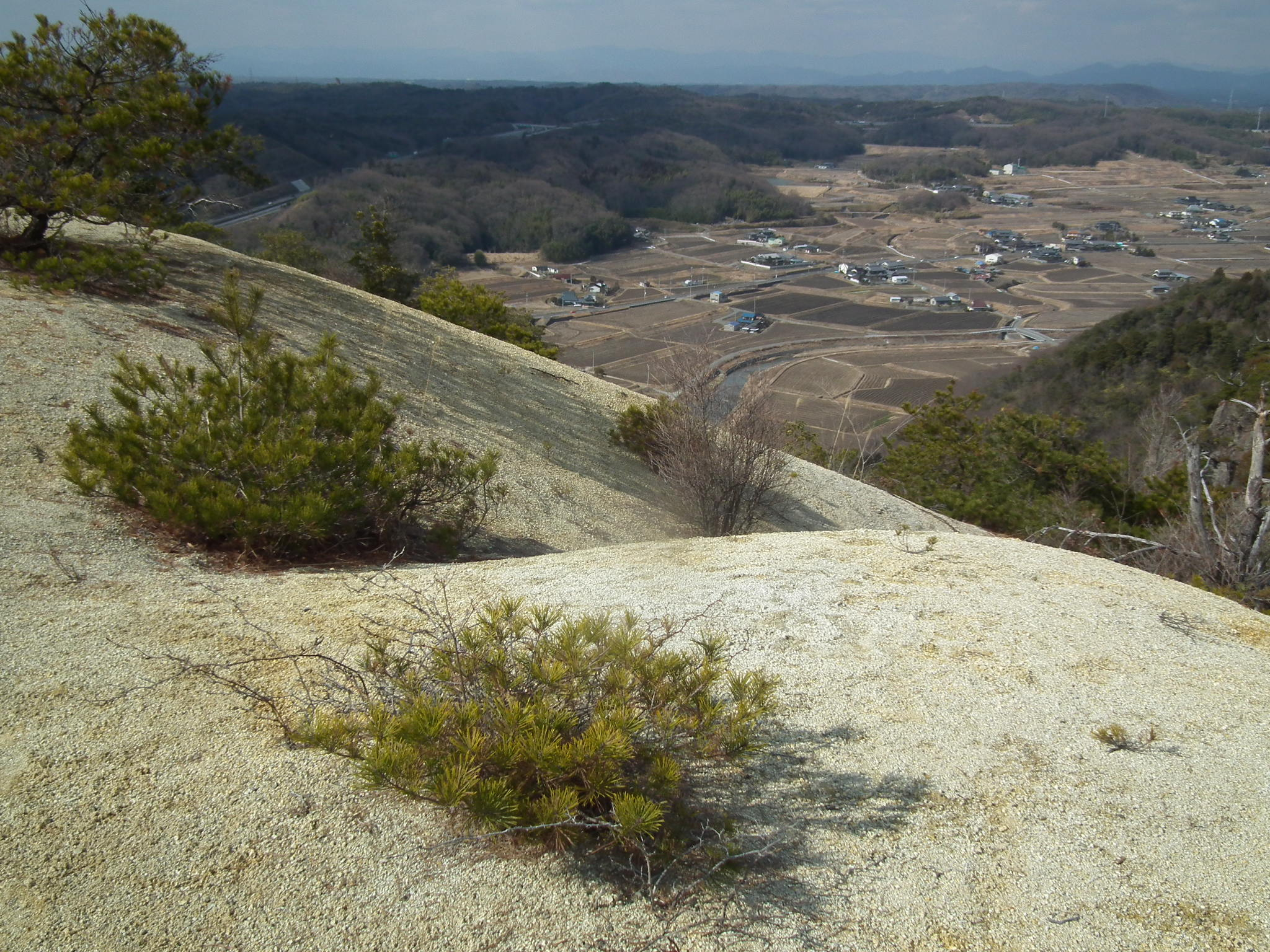
山麓淡河側展望